# Banco (geografía)

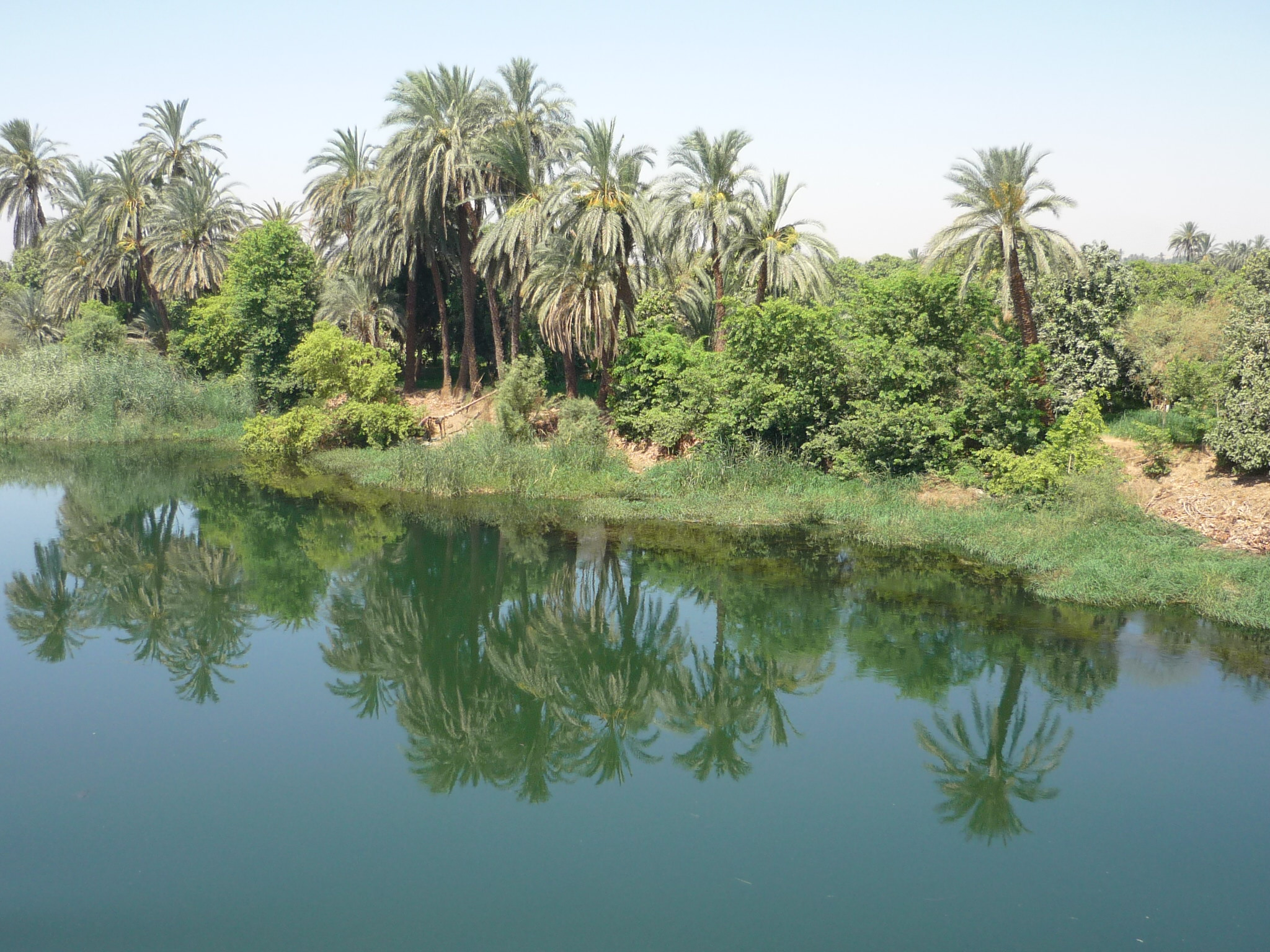
Palmeras en los bancos del Nilo.

En geografía, un banco por lo general se refiere a la tierra junto a un cuerpo de agua. Varias estructuras se denominan bancos en diferentes campos de la geografía.
En la limnologia, que es el estudio de los ecosistemas acuáticos continentales (lagos, lagunas, ríos, charcas, mares y estuarios), las interacciones entre los organismos acuáticos y su ambiente, que determinan su distribución y abundancia en dichos ecosistemas. Los bancos son de particular interés en la  geografía fluvial, que estudia los procesos asociados a los ríos, los arroyos, los depósitos y los accidentes geográficos creados por ellos. El litoral de lagunas, pantanos, estuarios, embalses o lagos son también de interés de la limnologia, y se denominan a veces bancos. El grado de estos bancos o las costas puede variar desde la vertical hasta una pendiente poco profunda.
En ecología de agua dulce, los bancos son de interés como la ubicación de ribera hábitats. Zonas ribereñas ocurren a lo largo de las tierras altas y las tierras bajas del río y arroyos. La ecología alrededor y dependiendo de una marisma, pantano o estero, a veces llamado un banco, se estudia asimismo en la ecología de agua dulce.
Los bancos también son de interés en la navegación, donde el término puede referirse o bien a una isla de barrera o una meseta sumergida. Una isla de barrera es una isla larga y estrecha compuesta de arena y que forma una barrera entre una isla laguna o mar y el océano. Una meseta sumergida es una elevación relativamente plana rematada del fondo del mar a poca profundidad (por lo general menos de 200), por lo general en la plataforma continental o cerca de una isla.